# Липовка (приток Вятки)
Липовка — река в России, протекает в Белохолуницком районе Кировской области. Устье реки находится в 950 км по левому берегу реки Вятки. Длина реки составляет 11 км.
Исток реки в лесу северо-восточнее деревни Высоково (Поломское сельское поселение) в 24 км к юго-востоку от города Нагорск и в 40 км к северо-востоку от города Белая Холуница. Река течёт на северо-запад по ненаселённому, заболоченному лесному массиву. Впадает в Вятку ниже посёлка Дубровка.

## Данные водного реестра
По данным государственного водного реестра России относится к Камскому бассейновому округу, водохозяйственный участок реки — Вятка от истока до города Киров, без реки Чепца, речной подбассейн реки — Вятка. Речной бассейн реки — Кама.
Код объекта в государственном водном реестре — 10010300212111100030627.